# Кузьменко, Андрей Александрович
Андре́й Алекса́ндрович Кузьме́нко (род. 4 февраля 1996, Якутск) — российский хоккеист, правый крайний нападающий клуба НХЛ «Лос-Анджелес Кингз». Мастер спорта России (2021).

## Карьера
Родился в Якутске в спортивной семье, его отец — хоккейный тренер, а мать увлекалась лыжами и велоспортом. В возрасте 5 лет вместе с семьёй переехал в Москву, там его отцу предложили работу тренера в хоккейной школе «Белые медведи», где Кузьменко играл до 12 лет под руководством отца.
В возрасте 16 лет дебютировал в МХЛ в составе «Красной армии». Уже в следующем сезоне играл в финале Кубка Харламова.
Дебютировал в КХЛ в сезоне 2014/15 в возрасте 18 лет. За четыре сезона, проведенных в ЦСКА он так и не стал твёрдым игроком основного состава. 8 августа 2018 года был обменян в СКА на форварда Сергея Калинина. В том же сезоне 2018/19 впервые был вызван в сборную России на игры Еврохоккейтура.
20 июня 2022 года подписал однолетний контракт новичка с клубом НХЛ «Ванкувер Кэнакс» на сумму 950 тыс. долларов. 12 октября 2022 года забил первый гол в НХЛ в матче против «Эдмонтон Ойлерз» (3:5). 3 ноября 2022 года оформил свой первый хет-трик в карьере НХЛ в матче против «Анахайм Дакс» (8:5). В сезоне 2022/23 набрал 74 очка (39+35) в 81 матче.
1 февраля 2024 года стало известно, что «Ванкувер Кэнакс» и «Калгари Флэймз» договорились об обмене Кузьменко, Бржустевича и Юрмо на шведского нападающего Элиаса Линдхольма. Первую шайбу за «Калгари» забросил 7 февраля 2024 года в ворота «Бостон Брюинз». В сезоне 2024/25 сыграл за «Калгари» 37 матчей и набрал 15 очков (4+11) при показателе полезности -7. В среднем проводил на площадке чуть менее 15 минут. 30 января 2025 года вместе с Пеллетье был обменян в клуб «Филадельфия Флайерз» на Джоэля Фараби и Моргана Фроста. 7 марта был обменян в «Лос-Анджелес Кингз» на выбор в третьем раунде драфта.

## Статистика
| Легенда | Легенда                    | Легенда | Легенда                   | Легенда | Легенда    |
| ------- | -------------------------- | ------- | ------------------------- | ------- | ---------- |
| И       | Количество проведённых игр | Штр     | Штрафное время            | +/−     | Плюс-минус |
| Г       | Голы                       | П       | Голевые передачи          | О       | Очки       |
| -       | Статистика неизвестна      | —       | Статистика не учитывалась |         |            |